# 신앙의 해체
신앙의 해체(Faith deconstruction), 복음주의의 해체(evangelical deconstruction), 해체 운동(deconstruction movement), 또는 단순히 해체(deconcstruction) 라고 알려진 용어다. 이 말은 미국 복음주의내에서 기독교인들이 자신의 신앙을 재고하고, 이전에 가졌던 믿음을 버리는 현상이며, 때로는 더 이상 자신을 기독교인이 아니라고 정체화하기도 한다. 이는 탈복음주의 운동과 밀접한 관련이 있다.

## 설명
이 용어는 다양한 의미를 갖는다. Alisa Childers는 해체를 "자신이 자란 신념을 체계적으로 파헤치고, 종종 거부하는 과정"으로 정의한다. Relevant 매거진에 글을 기고하는 Tyler Huckabee는 이를 "자신이 자라온 신앙을 재검토하는 과정"이라고 정의한다. John Stonestreet와 Timothy Padgett는 이 용어가 묘사적으로( Kevin Max 의 전환부터 Derek Webb 의 영혼 탐구, Jen Hatmaker 및 Rob Bell 의 신학적 개정에 이르기까지 모든 것을 포괄함) 또는 규범적으로 사용된다고 언급한다. ("특히 자신이 자라온 배경에 대해 의문을 품는 사람들에게 용기있는 것으로 추천됨")
대부분은 이 용어가 자크 데리다(Jacques Derrida) 철학의 해체 개념에서 파생되었다는 데동의한다. David Hayward는 자신의 신념이 흔들리기 시작할 당시 읽고 있던 데리다의 저서에서 이 용어를 '채택(co-opted the term)"했다고 말한다.
Faith Deconstruction에 대한 주요 옹호자는 인터넷 코미디 듀오 Rhett McLaughlin과 Link Neal 이 있는데, 자신들의 영적 해체를 자세히 다루는 여러 팟캐스트 에피소드를 발행했다. 철학자 John D. Caputo는 2007년에 What would Jesus Deconstruct?: The Good News of Postmodernism for the Church 라는 책을 썼다. 그리고 가톨릭 신부인 리처드 로어(Richard Rohr)도 있다. 해체를 겪은 저명한 이전 기독교인(former Christians)으로는 조슈아 해리스 ('노데이팅'의 저자, 해체에 대한 강의를 하기도 했다 ), 아브라함 파이퍼(존 파이퍼의 아들), 및 마티 샘슨(힐송의 찬양 사역자였던)이 있다.
2022년 2월, 인스타그램 에는 #deconstruction 해시 태그를 사용한 게시물이 293,026개 있고, 2024년 2월 현재는 42.8만개가 있다.

## 응답
Matt Chandler는 해체를 신앙을 떠나는 것과 동일시하는 설교를 한 후 "해체란 의심이나 신학적 논쟁, 교회에 대한 상처 때문에 생기는 씨름을 의미하지 않는다"고 분명히 밝혔다. 존 쿠퍼(John Cooper)는 "이제 우리는 이 해체주의 기독교 운동에 맞서 전쟁을 선포할 때입니다... 거기에는 기독교적인 것이 전혀 없습니다. 그것은 거짓 종교입니다."라고 하기도 했다
반면에 Tyler Huckabee는 이것이 "역개종(deconversion)" 또는 "믿음이 늘 그랬던 것과 비슷비슷해 보이는" 결과를 가져올 수도 있지만 "대부분의 경우, 항상 믿어 왔던 것을 다시 생각하고 그 일부에 대해 새롭고 다른 이해에 도달하는 그 사이의 어딘가에 있다"고 한다. Huckabee는 마틴 루터의 신학 혁명이 "오늘날 연구자들이 해체라고 부르는 패러다임에 들어맞는다"고도 한다.
Carl Trueman은 "데리다주의자들의 잘못된 단어 사용은 지성주의의 그럴듯한 베니어판과 특정 낡은 포스트모던 시크를 제공한다"고 주장한다.

## 더 읽을거리
- Gulley, Philip (2018). 《Unlearning God: How Unbelieving Helped Me Believe》. Crown Publishing Group.
- Hailes, Sam (2019년 3월 17일). “Deconstructing faith: Meet the evangelicals who are questioning everything”. 《Premier Christianity》. 2022년 6월 20일에 확인함.
- Mesa, Ivan, 편집. (2021). 《Before You Lose Your Faith: Deconstructing Doubt in the Church》. The Gospel Coalition.

## 같이 보기
- 배교
- Emerging church
- Progressive Christianity

1. ↑  Schaal, Kevin (2021년 12월 5일). “Evangelical Deconstruction: Biblical Fundamentalist Thoughts”. Foundations Baptist Fellowship International. 2022년 6월 20일에 확인함.
2. ↑  Szterszky, Subby. “Deconstruction: A look at a popular and polarizing concept”. Focus on the Family Canada. 2022년 6월 20일에 확인함.
3. 1 2  Childers, Alisa (2022년 2월 18일). “Why We Should Not Redeem 'Deconstruction'”. The Gospel Coalition. 2022년 6월 20일에 확인함.
4. 1 2 3 4 5  Huckabee, Tyler (2022년 2월 9일). “Skillet's John Cooper: It's Time to 'Declare War Against This Deconstruction Christian Movement'”. 《Relevant》. 2022년 6월 20일에 확인함.
5. ↑  Stonestreet, John; Padgett, Timothy D. “The Problem with Deconstructing Faith”. 《BreakPoint》. Colson Center. 2022년 6월 20일에 확인함.
6. 1 2  Jackson, Jesse T. (2021년 12월 8일). “Matt Chandler Responds to Deconstruction Controversy”. 《ChurchLeaders》. 2022년 6월 20일에 확인함.
7. ↑  Garrison, Becky (2020년 9월 9일). “Doubt, Marriage, and the NakedPastor”. 《TheHumanist.com》 (미국 영어).
8. ↑  Austin, Terry (2021년 11월 22일). “Jesus and deconstruction”. Baptist News Global. 2022년 6월 20일에 확인함.
9. ↑  Mayberry, Carly (2021년 8월 13일). “Josh Harris Launches Course on Deconstructing Faith, but Some Theologians Question His Motives”. 《Newsweek》. 2022년 6월 20일에 확인함.
10. ↑  Gryboski, Michael (2021년 8월 13일). “'I kissed dating goodbye' author Josh Harris offering 'deconstruction' class on Christianity for $275”. 《The Christian Post》. 2022년 6월 20일에 확인함.
11. ↑  Lea, Jessica (2021년 8월 16일). “UPDATE: After 'Valid Criticism,' Josh Harris Takes Down His Deconstruction Course”. 《ChurchLeaders》. 2022년 6월 20일에 확인함.
12. ↑  Poletti, Johnathan (2021년 4월 16일). “Abraham Piper deconstructs his dad”. Medium. 2022년 6월 20일에 확인함.
13. ↑  Jackson, Jesse T. (2021년 4월 14일). “Not Desiring God–John Piper's Son Criticizes His Upbringing to 925k TikTok Followers”. 《ChurchLeaders》. 2022년 6월 20일에 확인함.
14. ↑  Kuruvilla, Carol (2019년 8월 26일). “Evangelical Songwriter Says He's No Longer Christian In Emotional Instagram Post”. 《HuffPost》. 2022년 6월 20일에 확인함.
15. ↑  “Skillet's John Cooper Warns 'Young People' of 'False Religion' in Viral TikTok”. Movieguide. 2022년 2월 11일. 2022년 6월 20일에 확인함.
16. ↑  Trueman, Carl (2021년 8월 12일). “Josh Harris's Message Remains the Same”. 《First Things》. 2022년 6월 20일에 확인함.